# Denkmalliste der Stadt Bochum

Denkmalplakette des Landes Nordrhein-Westfalen. Sie sollte an den Baudenkmalen gut sichtbar angebracht werden.

Die Denkmalliste der Stadt Bochum ist die Denkmalliste, in der die denkmalgeschützten Kulturdenkmale Bochums eingetragen sind. Sie umfasste 2024 insgesamt 1387 Kulturdenkmale; davon waren 1373 Baudenkmale, neun bewegliche Denkmale und fünf Bodendenkmale. Hinzu kommen drei Denkmalbereiche.

## Hintergrund

### Denkmalwesen in Bochum
Gemäß dem Gesetz zum Schutz und zur Pflege der Denkmäler im Lande Nordrhein-Westfalen (DSchG NRW) bildet die Stadt Bochum die Untere Denkmalbehörde für Bochum, als Obere Denkmalbehörde fungiert die Bezirksregierung Arnsberg. Die Stadt Bochum hat dazu eine Untere Denkmalbehörde beim Stadtplanungs- und Bauordnungsamt eingerichtet.
Die Untere Denkmalbehörde hat eine Denkmalliste zu führen.
Die Eintragung von Kulturdenkmalen in diese Listen erfolgt im Benehmen mit dem Landschaftsverband Westfalen-Lippe (LWL), der auch eine fachliche Beratung durch die LWL-Denkmalpflege, Landschafts- und Baukultur in Westfalen und die LWL-Archäologie für Westfalen bietet.

## Denkmalliste
Die Liste umfasst, falls vorhanden eine Fotografie des Denkmals, als Bezeichnung, falls vorhanden den Namen, sonst kursiv den Gebäudetyp, die Adresse, eine Kurzbeschreibung, falls bekannt die Bauzeit, das Datum der Unterschutzstellung und die Eintragungsnummer der unteren Denkmalbehörde der Stadt Bochum. Der Name entspricht dabei der Bezeichnung durch die Denkmalbehörde der Stadt Bochum. Abkürzungen wurden zum besseren Verständnis aufgelöst, die Typografie an die in der Wikipedia übliche angepasst und Tippfehler korrigiert.

### Baudenkmale
Die Denkmalliste der Stadt Bochum enthält die denkmalgeschützten Bauwerke auf dem Gebiet der Stadt Bochum in Nordrhein-Westfalen. Diese Baudenkmäler sind in der Denkmalliste der Stadt Bochum eingetragen; Grundlage für die Aufnahme ist das Denkmalschutzgesetz Nordrhein-Westfalen (DSchG NRW).

Die Bochumer Stadtbezirke

Baudenkmäler sind „Denkmäler, die aus baulichen Anlagen oder Teilen baulicher Anlagen bestehen“. Die Denkmalliste der Stadt Bochum umfasst 1373 Baudenkmale (Stand 2024), darunter waren (Stand 2009) 291 Wohnhäuser, Villen oder Wohnsiedlungen, 80 Kleindenkmale oder Einzelgräber, 69 öffentliche Gebäude, 50 Sakralbauten, 32 Industrieanlagen, 29 landwirtschaftliche Gebäude, 26 Geschäftshäuser, 24 Wohn- und Geschäftshäuser, neun Verkehrsanlagen, sieben Friedhöfe oder Parkanlagen sowie fünf Adelssitze. Von den insgesamt 1378 Baudenkmalen befinden sich 466 im Stadtbezirk Mitte, 230 in Wattenscheid, 307 in Südwest, 161 in Ost, 161 in Süd und 48 in Nord (Stand 2024).

### Bodendenkmale
Bodendenkmale sind „bewegliche oder unbewegliche Denkmäler, die sich im Boden befinden oder befanden“.

### Bewegliche Denkmale
Bewegliche Denkmale sind „alle nicht ortsfesten Denkmäler“. Die Denkmalliste der Stadt Bochum umfasst sieben bewegliche Denkmale, davon befinden sich drei im Stadtbezirk Bochum-Südwest, zwei in Mitte sowie je eins in Wattenscheid und in Süd. In den Stadtbezirken Ost und Nord sind keine beweglichen Denkmale eingetragen.
| Bild                  | Bezeichnung                     | Lage                                      | Beschreibung                                            | Bauzeit | Eingetragen seit | Denkmal- nummer |
| --------------------- | ------------------------------- | ----------------------------------------- | ------------------------------------------------------- | ------- | ---------------- | --------------- |
|                       | Dampfwalze Johanna              | Bochum-Süd                                |                                                         |         | 01.10.1991       | C 001           |
|                       | Glocke                          | Bochum-Wattenscheid                       |                                                         |         | 19.01.1993       | C 002           |
|                       | Teermaschine                    | Bochum-Mitte                              |                                                         |         | 29.07.1998       | C 003           |
| Radsatzausstellung    | Radsatzausstellung              | Bochum-Mitte Alleestraße 70, 44793 Bochum | Radsatzausstellung des Bochumer Vereins Verkehrstechnik |         | 29.09.1999       | C 004           |
|                       | Glasfenster von Ignatius Geitel | Bochum-Südwest                            | ehemalige Firma Brieden                                 |         | 06.12.2000       | C 005           |
|                       | Glasbilder von Ignatius Geitel  | Bochum-Südwest                            | Cosmas und Damian                                       |         | 05.10.2001       | C 006           |
| Dampflokomotive 66002 | Dampflokomotive 66002           | Bochum-Südwest                            |                                                         |         | 25.09.2008       | C 007           |

### Denkmalbereich

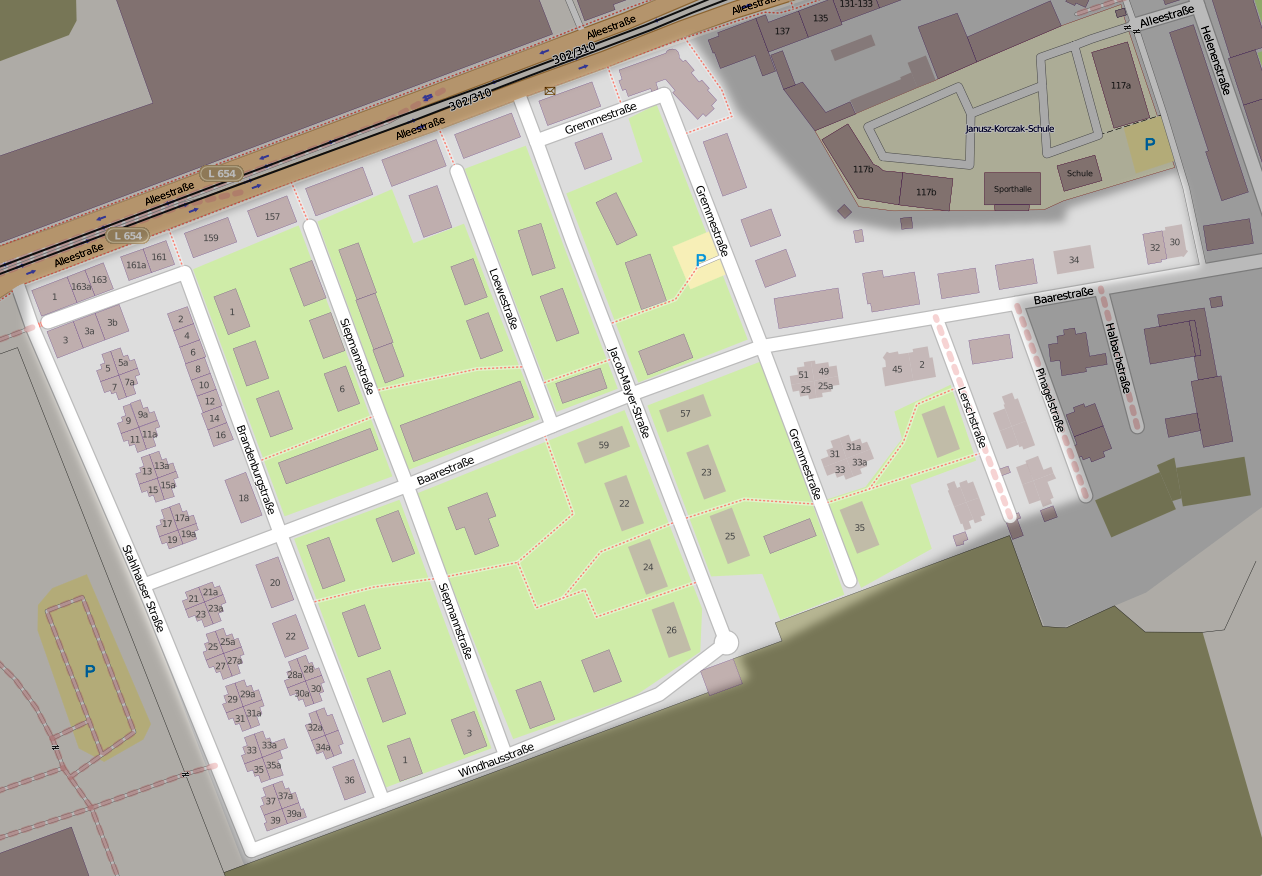
Denkmalbereich Stahlhausen

Denkmalbereiche sind „Mehrheiten von baulichen Anlagen“, die nicht im Einzelnen Baudenkmale sein müssen. In Bochum bilden die Siedlung Stahlhausen, einige Straßenzüge in Langendreer-Bahnhof sowie das Stadtparkviertel solche Denkmalbereiche. Weiterhin gibt es 25 geschützte Siedlungen mit Einzeldenkmälern.